# Oliver Freund
Oliver Freund (* 15. April 1970 in Freiburg im Breisgau) ist ein ehemaliger deutscher Fußballspieler. Er beendete seine Profikarriere im Jahr 2004.
Der gelernte Kfz-Mechaniker spielte bei verschiedenen deutschen Vereinen im Mittelfeld oder als Innenverteidiger in der Abwehr. Sein größter Erfolg war der Gewinn des DFB-Pokals 1992 mit Hannover 96.
Seit 2006 arbeitet er als Vertreter für einen Restposten-Großhändler.

## Spielstatistik
- 95 Spiele und 3 Tore in der Bundesliga
- 31 Spiele und 5 Tore in der 2. Bundesliga
- 155 Spiele und 8 Tore bei Rapid Wien

## Besonderes
Freund war Schütze des ersten Tores des SC Freiburg in der Bundesliga, als er am Samstag, dem 7. August 1993 im Spiel gegen den FC Bayern München in der 37. Minute das Tor zum Endstand von 1:3 schoss.
Am 29. März 2010 trat er in der SAT.1 Sendung „Pures Leben – Mitten in Deutschland“ an der Seite eines Sonderpostenvertreters auf.
Freund ist seit 2010 als Spielerberater tätig.